# Nishiki
Nishiki (jap. 錦町 Nishiki-machi) – miasto w Japonii, na wyspie Kiusiu, w prefekturze Kumamoto. Według danych na rok 2020 miejscowość zamieszkiwało 10 288 mieszkańców , a gęstość zaludnienia wyniosła 121 os./km².